# 蘇守慶
蘇守慶，直隸省河間府交河縣人，清朝官员、同進士出身。
光緒十六年（1890年），参加光緒庚寅科殿試，登進士三甲4名。同年五月，授内阁中书。